# Schleifkotten
Als Schleifkotten oder Schleifkote (bis zur Rechtschreibreform 1900 Schleifkothe), niederdeutsch Slipkote (= Schleifhütte), wurden im Spätmittelalter und der Frühen Neuzeit bis Anfang des 20. Jahrhunderts im nord- und mitteldeutschen Raum existierende kleine Schleiferwerkstätten bezeichnet, in denen Sensen und Scheren sowie Schwerter, Degen, Messer und andere Klingen geschliffen wurden.
Im Gegensatz zu einer Schleifmühle war die mit Wasserkraft betriebene Mühlenanlage der Schleifkote wesentlich kleiner.
Eine relativ hohe Dichte von Schleifkoten gab es in der Nähe größerer Ansiedlungen im Bereich von Harz und Thüringer Wald. Besonders dicht waren derartige Schleiferwerkstätten im Raum Solingen und Remscheid vertreten, wo diese als Schleifkotten (mit Doppel-t) bezeichnet werden.
Andere Bezeichnungen für eine Schleifkote sind: lapsidium, lapsorium, sliffhaus (= Schleifhaus) oder schliffstat (= Schleifstätte).

## Galerie

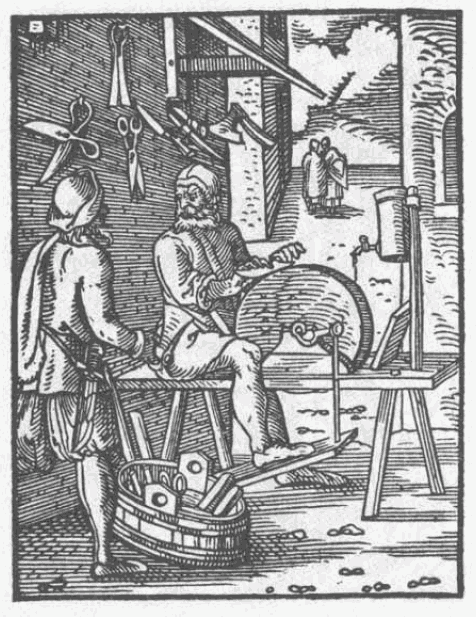
Schleifer bei der Arbeit
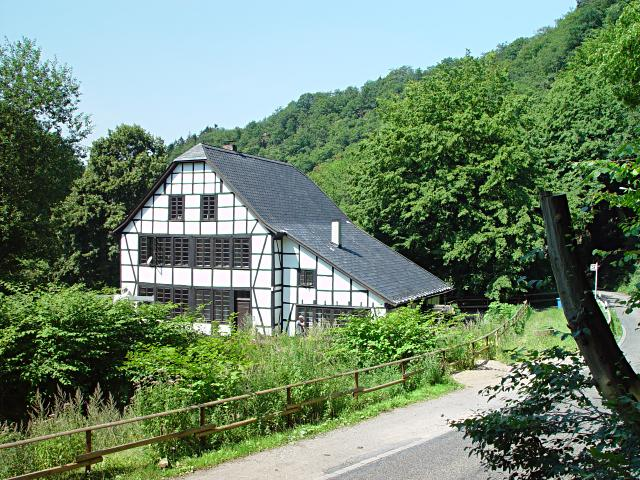
Balkhauser Kotten in Solingen
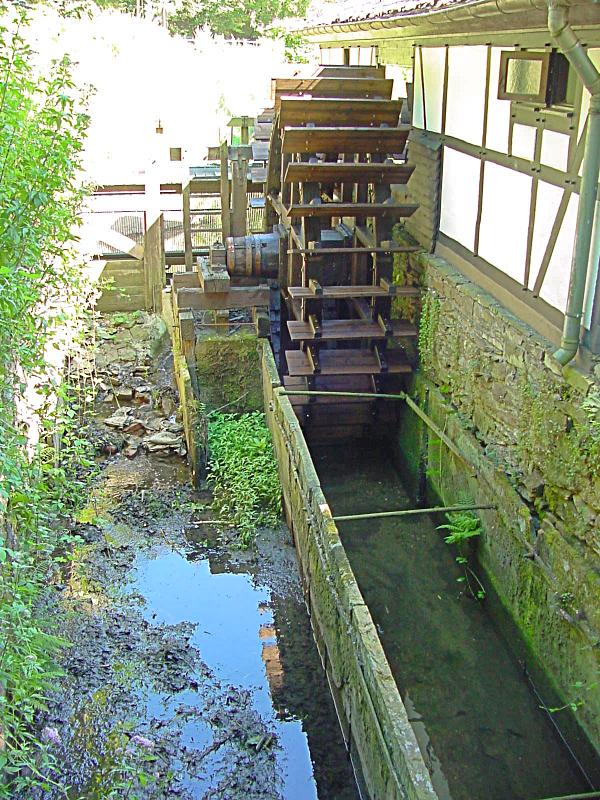
Antrieb: das Wasserrad
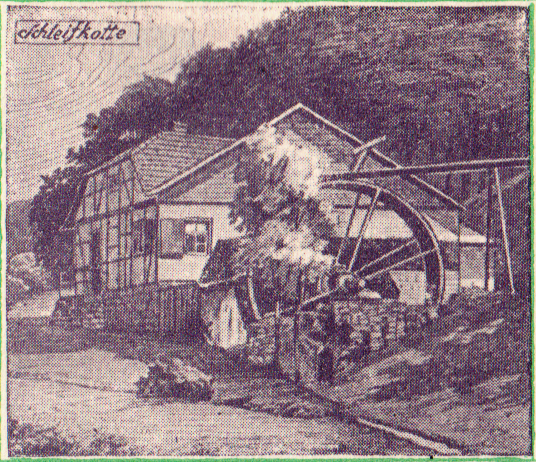
Eine Schleifkotte auf einem Notgeldschein aus Steinbach von 1922.